# Aurora Ponselè
Aurora Ponselè (Fano, 4 de abril de 1992) es una deportista italiana que compitió en natación, en la modalidad de aguas abiertas. Ganó una medalla de bronce en el Campeonato Europeo de Natación de 2014, en la prueba de 10 km.

## Palmarés internacional
| Campeonato Europeo | Campeonato Europeo | Campeonato Europeo | Campeonato Europeo |
| Año                | Lugar              | Medalla            | Prueba             |
| ------------------ | ------------------ | ------------------ | ------------------ |
| 2014               | Berlín (Alemania)  | Medalla de bronce  | 10 km              |